# Loxops caeruleirostris
El akepa de Kauai (en hawaiano: ʻakekeʻe) (Loxops caeruleirostris) es una especie de ave paseriforme de la familia Fringillidae endémica de Hawái, más concretamente de la isla de Kauai, donde en hawaiiano se conoce como ‘akeke‘e. Está en grave peligro de extinción.

## Descripción y comportamiento
Es un pájaro bastante pequeño de unos 11 cm de largo, con una cola escotada y un pico cónico de color azul pálido. Como las otras especies del género Loxops tiene ligeramente cruzadas las mandíbulas, aunque es una característica poco evidente. Su reclamo es un penetrante "szeet".
El macho es de color verde oliváceo por arriba y amarillo por debajo. También su píleo, frente y obispillo son amarillos. Tiene un antifaz negro entre el ojo y el pico.
La hembra es parecida, aunque es algo más apagada, y el antifaz es menor.
Se alimenta de insectos y arañas en la cúpula de los bosques donde se encuentra.
Cría de febrero a junio y hace sus nidos en árboles de Metrosideros polymorpha.

## Hábitat y estado de conservación
Habita en los bosques húmedos de Metrosideros polymorpha entre 600 y 1.600 m.
Sus poblaciones han decrecido fuertemente desde comienzos de los 90, cuando se le estimaban 20.000 ejemplares hasta los últimos datos de 2007 que hablan de una población entre 2.500 y 4.500 individuos.
Las razones de esta situación son la pérdida de hábitat a causa de la introducción de plantas exóticas y de ungulados; las enfermedades traídas por mosquitos introducidos; y la competencia por el alimento con especies introducidas.